# Spomen-križ u Dravskoj šumi
Spomen-križ u Dravskoj šumi, spomen-križ u Dravskoj šumi, najvećem stratištu na području Varaždinske biskupije.

## Zemljopisni položaj
Do grobišta Dravska šuma Varaždin najlakši je put pravcem iz Optujske ulice, gdje se na semaforu skrene prema sjeveru i nakon 2 kilometra stigne do Drave gdje je u blizini spomen križ.

## Povijest
Po osnivanju Istraživačkog središta Varaždin, 1997. godine hrvatski viktimolog Stanko Lazar uključio se u prikupljanje podataka o stradanju stanovnika Varaždina. Po prestanku rada Komisije za utvrđivanju ratnih i poratnih žrtava, početkom 2000. godine uključuje se u Društvo za obilježavanje grobišta ratnih i poratnih žrtava. U Početku s temeljnim zadatkom podizanja i izgradnje spomen-križa na najvećem grobištu Varaždinske biskupije, grobišta Dravskoj šumi Varaždin te nastavka prikupljanja podataka o stradanjima.
Dozvola za podizanje dobivena je početkom ožujka 2003. godine. Varaždinsko Društvo za obilježavanje grobišta ratnih i poslijeratnih žrtava dobilo je dozvolu je nakon višegodišnjih zahtjeva. Nakon tog u planu su onda bili za podignuti spomen-križevi u Kučanu Ludbeškom, Ksajpi kod Čakovca, na grobištu ´Gaj´ kod Strmca Podravskog, te dovršetak spomen-križa u Čukovcu kod Ludbrega.
Križ je 19. lipnja 2004. godine blagoslovio biskup mons. Marko Culej.